# Radinghem-en-Weppes
Radinghem-en-Weppes là một xã ở trong tỉnh Nord ở miền bắc nước Pháp. Xã này có diện tích 6,82 km², dân số năm 1999 là 1080 người. Xã nằm ở khu vực có độ cao trung bình 17 mét trên mực nước biển.